# Ґрунтовий насос
Ґрунтовий насос (помпа) (рос. грунтовый насос, англ. dredge pump, suction dredge, slurry pump; нім. Erdpumpe f, Schlammpumpe f) — відцентровий насос для перекачування напірними трубопроводами гідросуміші з розмірами частинок твердої фази до 400 мм.
Ґрунтовий насос встановлюється на землесосних снарядах та установках, використовуються на збагачувальних фабриках.

## Історія
Перший ґрунтовий насос виготовлений у Франції у 1859 році для землесосного снаряду.

## Види насосів
Розрізняють ґрунтові насоси з горизонтальним або вертикальним валом (останні застосовуються рідко, в особливих умовах).
Виготовляють ґрунтові насоси трьох типів — з нормальним, збільшеним на 15 %, збільшеним на 25 % розміром перетину проточного тракта. Випускають ґрунтові насоси продуктивністю до 12000 м³/год по воді і напором до 90 м.